# Surkh-e Parsa
Surkh-e Parsa är ett distrikt i Afghanistan. Det ligger i provinsen Parwan, i den nordöstra delen av landet, 60 kilometer nordväst om huvudstaden Kabul.
Distriktet beräknades år 2022 ha cirka 48 000 invånare.